# 경복궁 자선당

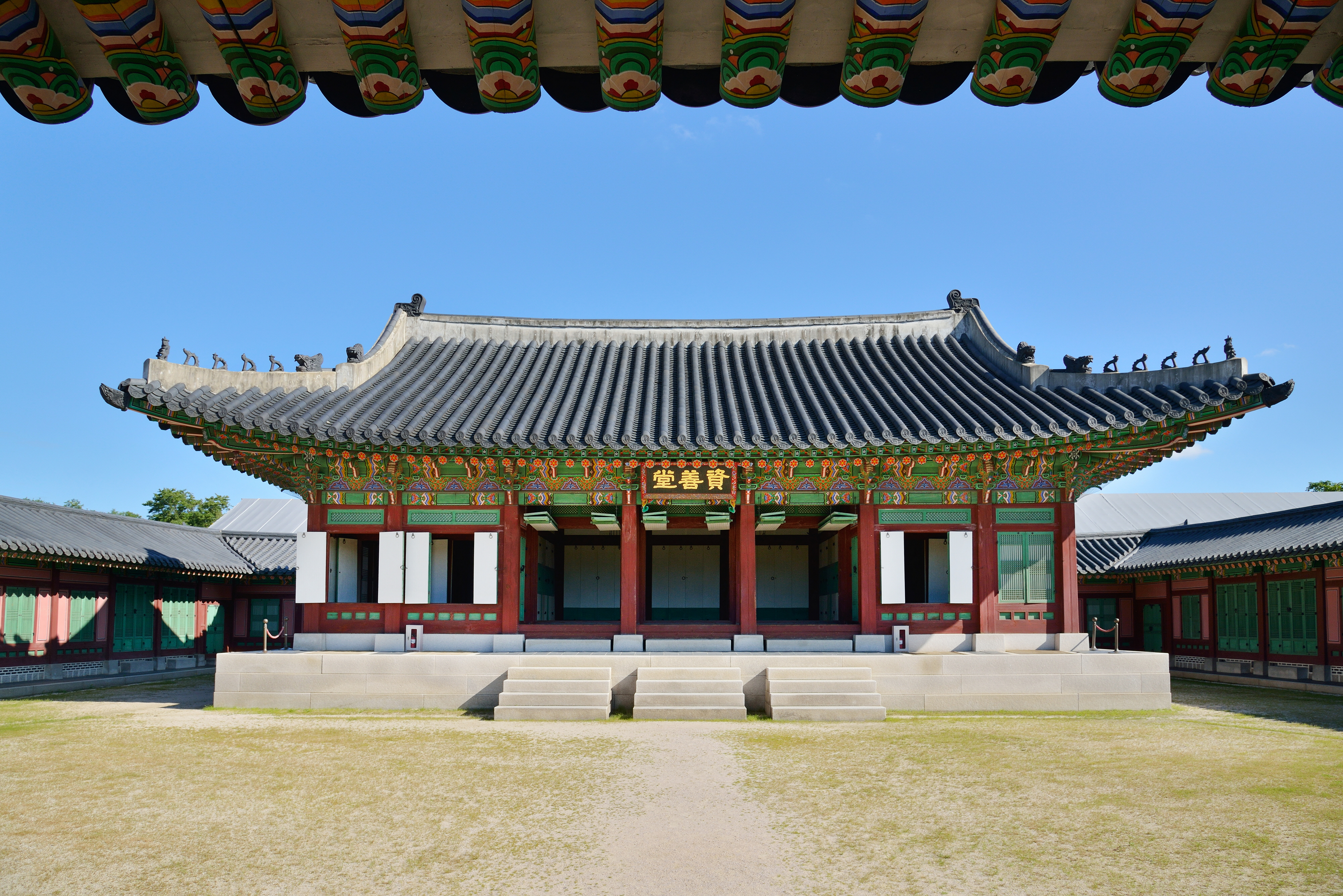
2012년의 모습 (문화재청)

자선당(資善堂)은 조선 시대 세자와 세자빈이 거처하던 경복궁 안의 건물이다. 조선 문종이 세자 때에 거처한 곳이다. 
경복궁이 창건되었을 때는 동궁이 궁궐 밖에 있었다. 그래서 세자가 왕실 어른을 찾아 문안하거나 경서 공부를 할 때 일일이 궁을 오가야하는 불편함이 있었다.
태조의 세자 이방석은 1차 왕자의 난 때 피살되고, 이어 세자가 된 영안군은 거의 곧바로 정종으로 즉위했다. 정종의 세자였던 정안군은 개경의 동궁을 이용했고, 역시 얼마 지나지않아 태종으로 왕위에 올랐다. 태종은 한양으로 돌아왔지만 창덕궁에 주로 머물렀고, 세자였던 양녕대군과 충녕대군은 어디서 거주했는 지 불분명하나 분명 경복궁 일대에서 머물지는 않았다. 그리고 태종의 뒤를 이은 세종이 경복궁을 주로 이용하면서 재위 9년 뒤인 1427년에서야 비로소 경복궁 안에 제대로 동궁을 지었다. 이 때 자선당도 건립되었다.
동궁으로 지었으나 초창기엔 임금이 이 곳에서 정사를 보기도 하였다. 문종은 세자 시절을 대부분 이 곳에서 보냈으며 문종의 아내 현덕왕후가 세자빈 시절 이 곳에서 단종을 낳고 얼마 뒤 운명하였다. 문종 즉위 후엔 단종이 머물렀다.
1462년(세조 8)에는 확실한 이유는 모르나, 동궁을 옮겼고 이 때 자선당도 이건된 것으로 보인다. 그리고 옛 동궁 자리에는 예문관의 책 일부를 옮겨 보관하였다.
1543년(중종 38) 1월에 화재로 불탔다. 이후 동궁 재건을 위해 자재들도 마련하였으나 1550년(명종 5) 경에 기와를 인수궁 건립과 종묘 보수 등에 사용하였다.
그래도 1553년(명종 8)에 소실된 경복궁의 내전을 다음 해에 다시 지을 때, 동궁도 넓혀 중건하였다는 기록을 보아 그 사이에 복구한 듯하다. 이 때 상량문을 당시 대제학이던 퇴계 이황이 지었다.
1592년(선조 25) 임진왜란 때 경복궁의 다른 건물들과 함께 불 타 없어지고 270년 간 버려진 채 방치되었다가 1866년(고종 3) 경복궁 중건 때 다시 지어졌다. 일제강점기인 1915년에 일본인 오쿠라 기하치로(大倉喜八郞)에게 불하되어 일본으로 헐려가, 도쿄의 오쿠라 호텔에서 ‘조선관(朝鮮館)’이라는 이름의 별채가 되었다가, 1923년 관동대지진으로 소실되었다. 경복궁 내 기존의 자선당 자리엔 조선총독부박물관이 들어섰다.

## 문화재 환수 경위
자선당은 일제강점기 때 일본인 건축가에 의해 철거되어 일본으로 옮겨져 오쿠라 호텔에서 ‘조선관’이라는 이름으로 있다가 1923년 관동대지진 때 소실 되었다.
이후 자선당의 기단과 주춧돌은 불에 그을린 채 방치되다가 1993년 당시 김정동 교수가 찾아내어 다방면의 노력 끝에 삼성의 신라호텔이 오쿠라호텔과 자매관계라는 인연으로 110t 분량의 유구석 288개를 반환받아 기증되었다.  경복궁 복원 사업 때 다시 세울 자선당의 기단으로 활용할 계획이었으나, 화재로 손상을 입어 푸석해진 석재는 결국 사용되지 못하였다. 

## 자선당 유구
자선당 유구는 원래 자선당 복원 때 활용하려 했지만, 손상이 너무 심해 경복궁 건청궁과 녹산 사이에 놓아 보존하고 있다. 한동안 비공개였으나 2012년 11월부터 개방하여 볼 수 있다.